# هیروماسا یونه‌بایاشی
هیروماسا یونه‌بایاشی (ژاپنی: 米林 宏昌؛ زادهٔ ۱۰ ژوئیهٔ ۱۹۷۳) پویانما، کارگردان انیمیشن، کارگردان فیلم، تهیه‌کننده فیلم و فیلم‌نامه‌نویس اهل ژاپن است.
از جمله آثار او می‌توان به آریتی، ماری و گل جادوگر و وقتی مارنی آنجا بود اشاره کرد که برای کارتون اخیر نامزد دریافت جایزه اسکار بهترین فیلم پویانمایی شد.
او همچنین در ساخت شاهزاده مونونوکه، شهر اشباح، همسایه من توتورو، قلعه متحرک هاول، حکایت دریای زمین، پونیو روی صخره کنار دریا، بر فراز تپه شقایق، تجربیات سریالی لین و هیولا همکاری و مشارکت داشت.